# Miley Stewart
Miley Ray Stewart est un personnage de fiction de la série Disney Channel Hannah Montana ainsi que du film, interprété par Miley Cyrus. Miley est une adolescente qui, sous le pseudonyme Hannah Montana, mène secrètement une double vie en tant que pop star de renommée mondiale.

## Biographie fictive

### Histoire du personnage
Miley est née dans la ville fictive de Crowley Corners, au Tennessee, le 23 novembre 1992 (date de naissance réelle de l'actrice Miley Cyrus). Sa famille se composait de ses parents Robby, Susan Stewart et un frère aîné nommé Jackson. Elle a également de nombreux proches dans sa famille élargie, y compris sa grand-mère Ruthie Stewart, tante Dolly (joué par Dolly Parton), l'oncle Earl et la tante Pearl, et une cousine nommée Luann. Les caractérisations données à la plupart des membres de sa famille se moquent des stéréotypes rustres. Elle a également eu un cochon de compagnie nommé Luann et un hamster nommé Leslie. Elle a un cheval nommé Blue Jeans qui est venu du Tennessee à Malibu pour vivre avec Miley et sa famille. Miley a reçu l'amour de la musique de son père, qui était une star de la musique populaire du pays. Ses parents ont reconnu le potentiel de Miley et lui ont donné une guitare le 25 décembre 2000.
Lorsque la mère de Miley meurt, son père se retira de sa carrière musicale et a déménagé sa famille à Malibu, en Californie, où ils vivent dans une maison de quatre chambres proche de la plage. Au moment où elle avait 13 ans, Miley était devenu une pop star sous le nom de scène "Hannah Montana". Elle ne recule devant rien pour se déguiser en Hannah afin de garder sa véritable identité secrète, à l'exception de ceux qui sont les plus proches d'elle. Toutefois, dans l'épisode C'est l'effet Montana (Hannah Montana to the Principal's Office), il est révélé que Barack Obama connaît son secret. Dans un épisode, on apprend que quand Miley garde un grand mensonge, la nuit, elle devient somnambule et dit la vérité.

### Vie privée
En raison de sa double vie de pop-star, Miley peut se montrer capricieuse, dépendante affective et prétentieuse (surtout envers Jackson). Malgré cela, c'est une fille énergique, parfois maladroite et pas très studieuse. Elle est également une acheteuse compulsive et manque de confiance en soi. Elle est passionnée de camping et aime traîner sur la plage, mais n'est pas du tout sportive. Elle a peur des araignées et des visites chez le dentiste. Elle lutte de temps en temps avec son travail scolaire et sa confiance en soi. Miley aime également faire de l'équitation avec son cheval Blue Jeans.

#### Relations
Miley a particulièrement une relation étroite avec son père, dont elle reçoit beaucoup de bons conseils et un soutien émotionnel. Elle apprécie également sa relation avec ses meilleurs amis Lilly et Oliver. Cependant, Miley se révèle être très à l'aise avec le fait qu'ils sont en couple. Sa relation avec Lilly souffre parfois le revers, mais malgré tout, elles ont une amitié très étroite. Bien qu'Oliver aime bien se moquer de Miley de temps en temps, il a une bonne relation avec Miley. Jackson et Miley se chamaillent tout le temps et sont constamment en compétition pour l'approbation de leur père. Miley trouve souvent que les pitreries de Jackson sont lourdes et Jackson trouve que Miley est trop prétentieuse parfois. Malgré tout, il arrive que Miley et Jackson se montrent l'affection et l'amour qu'ils ont l'un pour l'autre. Jackson est parfois le chauffeur d'Hannah, mais aussi de Miley.
Du côté amoureux, Miley est plutôt frustrée dans ses histoires d'amour. Mais elle sait bien comment faire tourner des têtes.
Leslie « Jake » Ryan (Cody Linley) : est un célèbre acteur connu pour son rôle dans la série télévisée fictive Les zombies attaque! (parodie de Buffy contre les vampires). Il vient étudier dans le lycée de Miley, Lily et Oliver pendant quelques épisodes de la première saison. Il a eu un béguin pour Miley parce que c'est la seule fille à ne pas être à ses pieds. Miley au début, le déteste, le trouvant prétentieux et insupportable. Mais après qu'ils ont joué ensemble dans sa série (en tant qu'Hannah), elle commence à avoir de vrais sentiments pour lui. Elle finit par l'embrasser, mais leur baiser s'est déroulé quelques jours avant que Jake parte en tournage pour six mois. Elle n'a pas eu de nouvelles de lui pendant son tournage. Dans la deuxième saison, Jake revient et finit par sortir avec Miley. Après que Jake lui ai révélé son vrai prénom (Leslie), Miley décide de lui dévoiler qu'elle est Hannah Montana . À la suite de cette nouvelle, Jake décide à son tour d'être une « personne normale », mais étant trop habitué à sa célébrité, lui et Miley finissent par rompre. Elle reprend avec lui dans la troisième saison. Cependant, dans la quatrième saison, pendant qu'il était en tournage, il l'a trompé et Miley a rompu définitivement avec lui grâce à Oliver.
Travis Brody (Lucas Till) : est un ami d'enfance du Tennessee de Miley dans Hannah Montana, le film. Il est dit que Travis était amoureux d'elle quand ils étaient jeune. Les deux commencent à renouer lors du retour de Miley au Tennessee. Ils s'apprêtent à sortir ensemble jusqu'à ce qu'il découvre qu'elle est Hannah Montana et croit à tort qu'elle s'est moquée de lui. Mais quand sur scène elle avoue son identité à tout le monde, il la pardonne et ils s'embrassent. Cependant, même si le film ne le montre pas, il est implicite qu'ils aient rompu en raison du fait que Miley est retourné en Californie et leur relation n'aurait pas fonctionné à longue distance. En outre, il n'est pas mentionné au cours des épisodes suivants le film.
Jesse (Drew Roy) : est le petit ami de Miley dans la saison 4 et pour le reste de la série. Il fait partie de la bande de Hannah dans l'épisode Ça pourrait bien être le bon. Hannah prétend être avec Jesse, de façon que son père, qui déteste Jesse, lui dise qu'il préfère qu'elle sorte avec Jake. Mais elle commence à avoir de vrais sentiments pour lui. Miley décide alors d'écouter son cœur et a choisi le gars qui  « pourrait être le seul » (he could be the one), elle choisit alors Jake. Dans la saison 4, dans l'épisode Been Here All Along, cependant, après avoir rompu avec Jake, elle va à un rendez-vous avec Jesse (en tant que Miley), mais se met en colère quand il a pris un coup de téléphone de son père, car elle a laissé tomber sa « journée père-fille », mais quand Jesse lui dit qu'il a pris l'appel parce que son père est en poste en Afghanistan et qu'il ne peut lui parler souvent, Miley à l'idée d'organiser un concert d'Hannah pour les familles militaires.

### Musique
Même si elle ne joue jamais d'instruments lorsqu'elle est sur scène en tant qu'Hannah Montana, Miley peut jouer du piano et la guitare. Elle possède plusieurs guitares acoustiques et électriques, y compris un début noir copie qu'elle surnomme "Whammy Bar Wally» et un éclat rose électro-acoustique Stardust Daisy Rock. Dans Hannah Montana, le film, Miley joue un sur mesure Gibson sur une guitare acoustique.
Alors que son père est son principal compositeur, Miley a écrit quelques-unes de ses propres chansons. Dans "Chassé-Croisé", Miley écrit la chanson "I Miss You" sur sa mère après avoir appris que son père fréquente une autre femme (En réalité, la chanson a été écrite par Miley Cyrus pour son grand-père Ron Cyrus). Dans Hannah Montana, le film, Miley a écrit "Butterfly Fly Away" et "The Climb". Elle a écrit "Butterfly Fly Away" après une dispute avec Travis (Lucas Till) puis que son père ait rompu sa relation avec Lorelai (Melora Hardin) pour elle. Dans l'histoire, "The Climb" a commencé l'écriture quand elle était dans le poulailler. Travis lui a dit que la chanson ne représente pas qui elle est ni comment elle se sent. Plus tard, lors d'un concert, elle interprète en live révélant toute la chanson avec ses nouvelles paroles. Puis, dans l'épisode "Ca pourrait être le bon", Miley a écrit une chanson intitulée "I'm Just Having Fun". Tout en pratiquant avec son groupe, Miley a décidé que la chanson avait besoin d'être réécrite. Puis, quand elle était en colère contre son père; Miley a modifié les paroles en "I don't care what you say, I don't care what you say, just 'cause your my daddy doesn't mean you get it your way". Elle a décidé de renoncer à la chanson, mais plus tard avec son guitariste, elle remplace les paroles par "He Could Be The One" inspiré par Jake (Cody Linley) et Jesse (son guitariste, interprété par Drew Roy). Dans la 4e saison, Miley écrit un tas de nouvelles chansons qui sont entendus et qui ont joué tout au long de la saison. Elle a fait une chanson avec Iyaz appelé "Gonna Get This".

## Hannah Montana

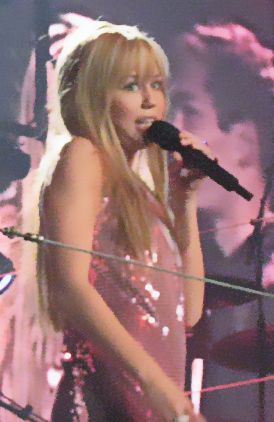
Miley en tant qu'Hannah Montana.

Hannah Montana est l'alter ego de Miley Stewart depuis qu'elle a douze ans. Hannah existe sous une identité secrète, une popstar extrêmement populaire et influente dans le monde entier. De nombreux fans d'Hannah ne savent pas qu'elle est en réalité une adolescente normale, et Miley essaie de garder ses deux vies séparées les unes des autres.

### Apparence
La perruque blonde d'Hannah est la principale différence entre elle et la brune Miley, bien qu'Hannah porte aussi des vêtements plus extravagants, des lunettes de soleil et plus de maquillage. Dans l'histoire de Hannah Montana, la célèbre perruque blonde a été choisi pour Miley par Roxy (Frances Callier) (Dans la vraie vie, la perruque n'a pas été choisie jusqu'au deuxième épisode, la perruque du premier épisode étant d'un style un peu différent.) Miley mentionne également qu'elle s'inspire de sa marraine Dolly Parton pour son personnage d'Hannah Montana.
Miley subit une crise d'image dans l'épisode "Quand la musique est bonne" dans lequel le sujet de l'obsolescence dont Hannah pourrait être victime est abordée. Après avoir examiné le techno, le hip-hop et le grunge, Miley décide que ses fans l'aimerait comme elle est.
À partir de la troisième saison, les changements d'Hannah sont remarquables. Sa perruque est plus courte et ondulés et son style diffère. Cette question est examinée sur le DVD Keeping It Real dans le bonus "Makeover Miley - Hannah se refait une beauté". Cyrus et son équipe décrivent le nouveau style comme un « style années 1980 aromatisés avec le faste et le glamour de la mode moderne". Il est révélé dans l'épisode Hisse et Ho ! qu'elle porte un seul gant rose lors des concerts, comme on peut le voir dans le clip It's All Right Here and Let's Get Crazy. Il symbolise la manière dont Hannah Montana grandit ainsi. Dans la saison 4, elle obtient une nouvelle perruque plus longue, mais encore bouclé.

### Carrière
La carrière musicale d'Hannah Montana est très réussie même s'il y a eu quelques tensions. Dans le premier épisode, elle dit que son concert était à guichets fermés. Hannah remporte également plusieurs prix dont une médaille d'argent Boot "Booty", le prix de la meilleure chanson pour True Friend et un prix international de la musique pour l'artiste féminine de l'année . Elle est également honorée de son propre diamant sur l'allée fictive des diamants des artistes populaires d'Hollywood, une parodie des étoiles sur le Hollywood Walk of Fame. Elle chante également pour la reine d'Angleterre et le président des États-Unis Martinez (Il est montré dans un épisode crossover et a mentionné qu'elle a chanté pour Barack Obama et à ses filles Sasha et Malia Obama dans la saison 4 de "C'est l'effet Montana"). Sa plus grande rivale est Mikayla (Selena Gomez), une autre pop star qui rêve de prendre sa place.
Au-delà de sa carrière musicale, Hannah a également une carrière d'actrice. Dans la première saison, elle a participé à l'émission de Jake Ryan intitulé Les zombies attaque!, une parodie de la série Buffy contre les vampires comme la Princesse Zaronda. Puis, dans la deuxième, elle a failli être choisie pour être la partenaire du même acteur, mais il a préféré de choisir une autre pop-star, Mikayla (nul autre que sa rivale). Dans la troisième saison, elle a le rôle principal dans le film Indianna Joannie et la Malédiction du Cobra d'or, avec Chace Crawford, mais à la suite d'Oliver (le meilleur ami de Miley), qui avait été refusé dans un groupe de musique, s'était plaint à cette dernière, car Hannah obtient toujours tout ce qu'elle veut, elle fait exprès de saboter son audition pour garder son amitié avec Oliver (même si en fin de compte, elle a joué dans le film pour être avec Chace Crawford). Dans le dernier épisode de la quatrième saison (ainsi que de la série), Miley (et non Hannah) obtient un rôle d'un film tourné à Paris réalisé par Steven Spielberg et mettant en vedette Tom Cruise. Elle accepte le rôle, mais retourne finalement en Californie pour aller à Stanford avec Lilly. Hannah est également la porte-parole des parfums et soins de la peau. Hannah a une troupe de danse et un groupe de musique.
En tant que célébrité, Hannah fait des apparitions régulières sur les talk-shows et assiste à des fêtes glamours. Bien qu'étant un personnage fictif, Hannah connait de nombreuses célébrités de la vraie vie, y compris certains qui sont des amis de Miley Cyrus, tels que Taylor Swift et les Jonas Brothers.

#### Discographie
- Hannah Montana
- Hannah Montana 2: Meet Miley Cyrus
- Hannah Montana, le film
- Hannah Montana 3
- Hannah Montana Forever

### Création d'Hannah Montana
Miley a plusieurs raisons pour la création d'Hannah. Elle a peur que si les élèves à l'école découvre qu'elle est célèbre, on ne la traitera pas comme une personne normale. Même si elle aime l'attention de la célébrité d'Hannah, elle aime aussi la possibilité de « sortir » de son rôle. Miley apprécie aussi sa vie privée et ne veut pas que les fans ou paparazzi explose son moral quand elle sort en public. De cette manière, Hannah Montana présente une inversion unique d'expériences de célébrités typiques. Alors que la plupart des célébrités devenu célèbre en tant eux-mêmes et ont besoin plus tard des déguisements pour ne pas être remarqué en public, Hannah Montana est devenue célèbre alors dans le déguisement, et a maintenant la liberté d'être en public, comme elle-même.
Comme un avantage secondaire, Miley utilise aussi parfois Hannah à des fins spécifiques telles que l'espionnage. Elle utilise aussi Hannah par d'autres moyens. Dans Monnaie gratuite, Hannah amasse des fonds pour une campagne de bienfaisance pour l'école dans laquelle Miley est en concurrence. Dans Adieu ma petite balle chérie, Hannah effectue dans un restaurant afin d'obtenir une balle de baseball autographiée pour Jackson. Et dans Le permis de conduire, Hannah obtient un permis de conduire après que Miley échoue au test. Hannah essaie parfois aussi d'utiliser sa double personnalité comme une excuse. Par exemple, dans Qu'est-ce qu'on attend pour faire le mur ?, Robby met Jackson et Miley en punition, dans laquelle elle répond : Pas Hannah, parce qu'"Hannah n'a rien fait de mal".

### Au-delà du show
Hannah Montana est comme un personnage qui a trouvé la gloire dans une émission de télévision, essentiellement comme une artiste et interprète de musique. Trois des sept bandes sonores publié (Hannah Montana, Hannah Montana 2: Meet Miley Cyrus et Hannah Montana, le film) ont surmonté le Billboard 200.  En septembre 2006 et octobre 2006, Miley Cyrus interprète plusieurs chansons de Hannah Montana au cours du The Party's Just Begun Tour comme un acte d'ouverture de The Cheetah Girls. Puis, à partir d'octobre 2007 et janvier 2008, Miley Cyrus effectué dans une tournée de concerts avec succès comme Hannah Montana. La tournée, appelée Best of Both Worlds Tour est devenu un exemple classique de la vie qui imite l'art que la popularité de fiction d'Hannah Montana a vu dans l'émission de télévision est devenue une base de fans de la vie réelle qui a racheté tous les concerts. La popularité d'Hannah Montana a aussi donné à Miley Cyrus la possibilité de devenir une pop star dans son propre droit.
Hannah apparaît également dans Hannah Montana, le film, la série Hannah Montana, et deux autres Disney Channel montrant dans de brèves apparitions. Le personnage est apparu dans La Vie de palace de Zack et Cody dans le crossover That's So Suite Life of Hannah Montana avec Raven Baxter, et La Vie de croisière de Zack et Cody dans La Vie de croisière ensorcelante d'Hannah Montana qui comprend également des personnages de Les Sorciers de Waverly Place (Bien que les personnages de Les Sorciers de Waverly Place et d'Hannah Montana ne se sont jamais rencontrés).

## Le secret de Miley
Garder le secret de Miley implique un effort de deux côtés. Comme Hannah, elle doit continuer à faire en sorte que ses fans ignorent qu'elle est vraiment une enfant normale et, comme Miley, elle doit aussi continuer à faire en sorte que ses amis ignorent qu'elle est vraiment Hannah Montana. Dans les entrevues, Miley Cyrus a parlé de l'invraisemblance de pouvoir garder un secret, comme Miley et sa famille ne la montrent, dans un monde d'attention médiatique intense. Le spectacle reste toutefois réalisable, principalement basé sur la suspension de l'incrédulité.
Dans le spectacle, trois autres personnes (Robby, Lilly et Oliver) portent aussi des déguisements, où près de Hannah pour empêcher quiconque d'établir une connexion à Miley (Jackson est lui-même, que comme un ami d'enfance). Hannah prend aussi typiquement deux (swaps) limousines, elle quitte les salles de concert pour empêcher les paparazzis de suivre sa maison. Miley doit également s'appuyer sur le silence de ceux qui connaissent son secret. Il s'agit notamment des membres de sa famille, Robby, Jackson, Mammaw Ruthie, tante Dolly, l'oncle et la tante Pearl Earl, sa cousine Luann, ses amis Lilly Truscott et ses parents, Oliver Oken et sa mère, Jake Ryan, Farmine et Roxy, ainsi que l'agent Diaria et sa fille Kelsey, Siena, Jesse et le Président des États-Unis.
Malgré ces gros efforts, son père semble apprécier d'écrire des chansons d'Hannah qui, parlent explicitement de sa double vie, comme « The Best of Both Worlds », « Just Like You », « The Other Side of Me », « Rock Star », « Old Blue Jeans », « Just a Girl », « Supergirl » et « Ordinary Girl ». En désespoir de cause de cela, Miley se plaignait. En outre, dans l'épisode Le Contrôle de Biologie, Rico a presque découvert le secret de Miley selon la « Danse des os », qui a été créée par Miley par réécriture des paroles de Nobody's Perfect  et sa voix en chantant.
La célébrité de Hannah Montana peut causer des problèmes à la vie de Miley. Dans Hannah Montana, le film, Hannah se révèle comme Miley pendant un concert à Crowley Corners, Tennessee (sa ville natale), mais ses fans ne veulent pas qu'elle cesse d'être Hannah, et ils promettent de garder son secret. Cet événement est effectivement mentionné dans Mon frère un peu lors d'une dispute entre Miley et Jackson, ce qui signifie que le film ne déparerait pas au milieu de la saison 3 comme s'il s'agissait d'une partie de la saison.
Mais la « vraie fin » de Hannah Montana fut dans l'épisode la saison 4, Ma Révélation, où Hannah cause des problèmes à la vie sentimentale de Miley avec Jesse et à son avenir pour l'Université Stanford où Miley devait aller avec Lilly. Dans la garde-robe d'Hannah, Miley se rappelle les souvenirs qu'elle a eus avec son alter ego auparavant, en regardant les vêtements d'Hannah sur la chanson « I'll Always Remember You ». Finalement, Miley dévoile sa véritable identité au monde entier, à l'émission de Jay Leno, en chantant « Wheverer I Go » et l'épisode se termine avec Miley qui sourit, soulagée. Également, avant le commencement de la chanson « Wheverer I Go », Lilly retire la perruque de Lola Lafnagle et Robby, son chapeau et sa moustache.
Dans l'épisode suivant (« Popcollection »), Miley est interviewée à l'émission de Robin Roberts, où elle se rappelle sa double vie, ses amis et ses amours. Bien qu'elle dévoile son secret, Miley reste autant célèbre qu'Hannah.

## Casting

### Prénom
Le personnage aurait dû s'appeler Chloé Stewart, mais a été changé par Miley Stewart. Pour Hannah, le personnage aurait dû être nommé Alexis Texas, mais le nom a été changé pour Hannah Montana.